# Trust Merchant Bank
Die Trust Merchant Bank S.A. oder TMB ist eine unabhängige Bankgesellschaft in der Demokratischen Republik Kongo, deren Hauptsitz in Lubumbashi in der kongolesischen Provinz Katanga ist. Die Trust Merchant Bank S.A. ist eine GmbH nach kongolesischem Recht.

## Geschichte
Die Bank wurde von dem ehemaligen Geldwechsler Robert Levy aus einer in Katanga alteingesessenen Familie, die aus Italien stammt, gegründet und nahm den Geschäftsbetrieb 2004 auf. Levy ist heute noch (2012) der größte Anteilseigner der Bank. Seit 2010 ist TMB beauftragt, die monatlichen Gehälter der Angestellten der Mission de l’Organisation des Nations Unies en République Démocratique du Congo (MONUSCO) im gesamten Kongo auszuzahlen.

## Geschäftssparten
Die TMB ist sowohl Geschäftsbank als auch Annahmestelle für Sparbeträge und sie ist auf dem Gebiet der Mikrokredite erfolgreich. Sie gehört zu den größten Banken des Kongo, sowohl beim Eigenkapital als auch beim Umsatz. TMB wird von der Banque Centrale du Congo beaufsichtigt  und ist Mitglied der Association des Banques. Sie ist Mitglied des SWIFT-Verbandes (TRMSCD3L) und ist Geschäftspartner von Western Union und VISA. Ferner vertreibt TMB Produkte und Dienstleistungen von Mastercard. Sie betreibt in Kinshasa Geldautomaten, die sowohl Kongo-Francs als auch Dollars auszahlen.

## Filialnetz
Ihr Filialnetz erstreckt sich über 11 Provinzen des Landes mit Filialen in Bandundu; in Bukavu in der Provinz Sud-Kivu; Fungurume und Kolwezi in der Provinz Lualaba; in Goma (Provinz Nord-Kivu) mit mehreren Filialen; in Kalemie am Tanganjikasee; in Kilwa, Likasi und Lubumbashi (mehrere Filialen) in Haut-Katanga, in Kindu mit der einzigen Bankfiliale in der Provinz Maniema; in Kinshasa (mehrere Filialen); Kisangani (Provinz Tshopo); in Muanda nahe der Mündung des Kongo in den Atlantik und in Matadi, beide in der Provinz Kongo Central; sowie in Mbandaka, Hauptstadt der Provinz Équateur.
TMB hat eine Repräsentanz in Brüssel in Belgien. Der Vorstandsvorsitzende der Bank ist der deutsche Staatsbürger Oliver Meisenberg.